# Iporá (ort)
Iporá är en ort i Brasilien.   Den ligger i kommunen Iporá och delstaten Goiás, i den centrala delen av landet, 300 km väster om huvudstaden Brasília. Iporá ligger 594 meter över havet och antalet invånare är 28 254.
Terrängen runt Iporá är platt åt sydväst, men åt nordost är den kuperad.
Omgivningarna runt Iporá är en mosaik av jordbruksmark och naturlig växtlighet. Runt Iporá är det ganska glesbefolkat, med 30 invånare per kvadratkilometer.